# イマジン (テレビドラマ)
『イマジン』は、槙村さとるの同名漫画を原作とし、2000年1月11日から3月21日まで、フジテレビ系「火曜22時枠の連続ドラマ」枠で放送された関西テレビ制作のテレビドラマ。主演は、深田恭子と黒木瞳。

## キャスト
- 飯島有羽 - 深田恭子
- 飯島美津子 - 黒木瞳
- 田中洋平 - 中村俊介
- 奥山大輔 - 鈴木一真
- 杉本部長 ‐ 森下哲夫
- 本能寺俊彦 - 阿部寛
- 本城貴子 - 高峰陽

## スタッフ
- 原作：槙村さとる「イマジン」（集英社『コーラス』連載）
- 企画：濱星彦（KTV）
- 脚本：江頭美智留
- 演出：新城毅彦、西前俊典
- プロデュース：見留多佳城・上田武郎（G・カンパニー）、三宅喜重（KTV）
- 音楽：斎藤ネコ
- 主題歌：深田恭子「煌めきの瞬間」
- 制作：G・カンパニー、KTV

## サブタイトル
| 各話                                                       | 放送日  | サブタイトル                 | 演出     | 視聴率 |
| ---------------------------------------------------------- | ------- | ---------------------------- | -------- | ------ |
| 第1話                                                      | 1月11日 | 私はママの召し使いじゃない   | 新城毅彦 | 15.7%  |
| 第2話                                                      | 1月18日 | 会えない男なんていらない!    | 新城毅彦 | 15.0%  |
| 第3話                                                      | 1月25日 | 優しくなんかしないで!        | 西前俊典 | 14.4%  |
| 第4話                                                      | 2月01日 | えっ! ママが妊娠?            | 西前俊典 | 14.5%  |
| 第5話                                                      | 2月08日 | 二人きりの夜                 | 新城毅彦 | 10.1%  |
| 第6話                                                      | 2月15日 | 母親だから許せない!          | 新城毅彦 | 12.4%  |
| 第7話                                                      | 2月22日 | ママが流産!?                 | 西前俊典 | 12.9%  |
| 第8話                                                      | 2月29日 | ママ、産んでくれてありがとう | 西前俊典 | 12.7%  |
| 第9話                                                      | 3月08日 | 最後の夜・ずっと一緒にいたい | 新城毅彦 | 13.2%  |
| 第10話                                                     | 3月15日 | 遠恋・気持ちって変わるの?    | 西前俊典 | 13.7%  |
| 最終話                                                     | 3月22日 | 旅立ち・新しい自分のために   | 新城毅彦 | 13.0%  |
| 平均視聴率 13.4%（視聴率は関東地区・ビデオリサーチ社調べ） |         |                              |          |        |

## その他
ドラマ放送終了後、関西テレビなどで再放送されたあと、2001年以降、CS放送のチャンネルNECOで全話放送され、関東地区の独立UHF局であるとちぎテレビや千葉テレビ放送でも放送された。また2004年にはファミリー劇場でも放送された。

## 台湾版
2002年3月7日から4月18日まで、台湾の中華電視公司系で放送された可米製作有限公司（コミック・プロダクション）制作のテレビドラマ（原題：『世紀愛情夢幻』）。放送時間は、台湾毎週木曜21時30分 - 22時45分。夏如芝、甄秀珍主演。全7話。

### キャスト
- 范有羽（ホァン・ヨーユ）- 夏如芝
- 范美津（ホァン・メージン）- 甄秀珍
- 藤俊彥（トン・ジュンイェン）- 柯叔元
- 鐘洋平（チュン・ヤンピン）- 湯鈞禧
- 賀大輔（へ・ダフ）- 劉畊宏
- 程貴琪（チョン・グイチ）- 韋苓
- 震爺（ジョンイェ）- 太保

### 主題歌
- セリーヌ・ディオン「ア・ニュー・デイ・ハズ・カム」